# Gahal
Gahal (hebreu: גח"ל‎, acrònim de Gush Herut-Liberalime (hebreu: גוש חרות-ליברלים‎)) fou una coalició política d'Israel de dreta, fundat el 1965 per Menahem Begin, i que fou l'antecedent del Likkud.
Gahal va ser format per una aliança de Herut i el Partit Liberal cap al final del Cinquè Knesset en la preparació de les eleccions de 1965. L'aliança reunia els dos partits de dreta a la Knesset, cadascun amb 17 escons aleshores. El Partit Liberal tot just s'havia format el 1961 per la fusió dels Sionistes Generals i el Partit Progressista.
No obstant això, diversos ex membres del Partit Liberal no estaven satisfets amb l'aliança, identificada amb Herut i el seu líder, Menachem Begin, també de dreta. Com a resultat, els set diputats es van separar del Partit Liberal per formar els Liberals Independents, que més tard es va unir a l'Alineament. Malgrat tot, el nou partit va obtenir a les eleccions 27 escons, set menys que Mapai, el partit que havia dominat la política israeliana des de la independència, ja que Mapai també s'havia reduït a causa d'una ruptura de 8 de diputats encapçalat per David Ben-Gurion que marxaren a Rafi.
Liderats per Begin, en la seva primera prova electoral Gahal va guanyar 26 escons. Tanmateix, va ser superada per l'Alineament (nova aliança d'esquerra de Mapai i Ahdut Ha-Avoda), que va obtenir 46 escons. El partit va perdre força quan tres diputats es va separar per formar el Centre Lliure, al que es va unir més tard un quart.
Durant la Guerra dels Sis Dies, el líder de l'Alineament i primer ministre Leví Eixkol convidà Gahal a unir-se a un govern d'unitat nacional. El partit es va mantenir en el govern després de la guerra, i va mantenir el seu lloc quan Golda Meïr va esdevenir primer ministre d'Israel després de la mort d'Eixkol, el 1969.
A les eleccions d'octubre 1969 va mantenir els 26 escons, però va ser àmpliament derrotat per l'Alineament, que va obtenir 56, el millor resultat electoral a la història política d'Israel. No obstant això, es va mantenir dins del govern d'unitat nacional. L'anunci del Pla Rogers el 9 de desembre havia alarmat Menahem Begin prou per a causar que la facció Herut aturés el regateig amb el Partit Laborista i acceptés els sis llocs del gabinet que li oferien al nou govern. A l'ONU, una proposta nord-americana similar a Jordània feta el 18 de desembre, que demanava de manera explícita la retirada israeliana de Cisjordània eliminà les diferències amb el primer ministre, ja que tots dos ho van veure això com un repte que requeria una resposta contundent i enèrgica. Gahal es va retirar de la coalició l'agost de 1970 després que el govern va anunciar el seu suport al Pla Rogers. Encara que el govern després es va retractar del seu suport al pla, Gahal no va tornar a la coalició.
Abans de les eleccions de 1973 es van fusionar amb Gahal alguns partits de dreta més petits, inclòs l'ex dissident Centre Lliure, la Llista Nacional (un petit partit fundat per Ben-Gurion, després d'haver sortit de Rafi) i l'extraparlamentari Moviment pel Gran Israel. El nou partit, també dirigit per Begin, va ser anomenat Likkud (consolidació).
Encara que el Likkud no va aconseguir superar l'Alineament a les eleccions de 1973, va guanyar còmodament les properes eleccions de 1977, expulsant a l'esquerra del poder per primera vegada en la història d'Israel.